# Воскобійницька сільська рада
Воскобійницька сільська рада — колишній орган місцевого самоврядування у Шишацькому районі Полтавської області з центром у селі Воскобійники.

## Населені пункти
Сільраді були підпорядковані населені пункти:
c. Воскобійники
с. Величкове
с. Вертелецьке
с. Носи
с. Романки
с. Сулими